# Paulo Lopes
Paulo Lopes is een gemeente in de Braziliaanse deelstaat Santa Catarina. In 2010 telde de gemeente 6.692 inwoners.

## Aangrenzende gemeenten
De gemeente grenst aan Garopaba, Imaruí, Imbituba, Palhoça, Santo Amaro da Imperatriz, São Bonifácio en São Martinho.

## Verkeer en vervoer
De plaats ligt aan de noord-zuidlopende weg BR-101 tussen Touros en São José do Norte.